# Guillaume Deffontaines
Guillaume Deffontaines, né en 1968, est un directeur de la photographie français.

## Biographie
Guillaume Deffontaines fait ses études à l'École nationale supérieure Louis-Lumière. Il commence sa carrière professionnelle comme assistant caméra (auprès de Christophe Beaucarne), puis assistant photographie (notamment sur Paris de Cédric Klapisch), avant de devenir directeur de la photographie. Il collabore depuis régulièrement avec Bruno Dumont.

## Filmographie
- 2002 : K-Roof (téléfilm) de Romain Berthomieu
- 2004 : Clichés (court métrage) d'Elsa Barrère
- 2007 : Fais pas ci, fais pas ça (série télévisée : 4 épisodes : Les Bonnes Résolutions, Plein la tête, Solidarité familiale et La Rentrée des classes) de Michel Leclerc
- 2007 : Malus (court métrage, montage) de Mathieu Amalric
- 2008 : Animal singulier (court métrage) d'Hélène Guétary
- 2008 : Le Voyage aux Pyrénées d'Arnaud et Jean-Marie Larrieu
- 2010 : Aurélie Dupont, l'espace d'un instant (documentaire) de Cédric Klapisch
- 2010 : Tout ce qui brille d'Hervé Mimran et Géraldine Nakache
- 2011 : Ma plus belle histoire (série télévisée)
- 2011 : Les Nouveaux Chiens de garde (documentaire) de Gilles Balbastre et Yannick Kergoat
- 2011 : J'aurais pu être une pute (court métrage) de Baya Kasmi
- 2011 : Une pure affaire d'Alexandre Coffre
- 2012 : À l'abri de la tempête de Camille Brottes
- 2012 : Télé Gaucho de Michel Leclerc
- 2012 : Ouf de Yann Coridian
- 2012 : Parlez-moi de vous de Pierre Pinaud
- 2013 : Camille Claudel 1915 de Bruno Dumont
- 2013 : L'amour est un crime parfait d'Arnaud et Jean-Marie Larrieu
- 2014 : Prêt à tout de Nicolas Cuche
- 2014 : Loin des hommes de David Oelhoffen
- 2014 : P'tit Quinquin (mini-série) de Bruno Dumont
- 2015 : La Vie très privée de Monsieur Sim de Michel Leclerc
- 2015 : Je suis à vous tout de suite de Baya Kasmi
- 2016 : Ma Loute de Bruno Dumont
- 2017 : Jeannette, l'enfance de Jeanne d'Arc (téléfilm) de Bruno Dumont
- 2017 : Jalouse de David Foenkinos et Stéphane Foenkinos
- 2018 : Chien de Samuel Benchetrit
- 2019 : Tanguy, le retour d'Étienne Chatiliez
- 2020 : La Fine Fleur de Pierre Pinaud
- 2020 : Des hommes de Lucas Belvaux
- 2021 : L'Homme de la cave de Philippe Le Guay
- 2021 : Une mère de Sylvie Audcoeur
- 2022 : Nos frangins de Rachid Bouchareb
- 2025 : L'Affaire de l'esclave Furcy d'Abd al Malik

## Distinction

### Nomination
- 2017 : César de la meilleure photographie pour Ma Loute[3]